# 索洛內區

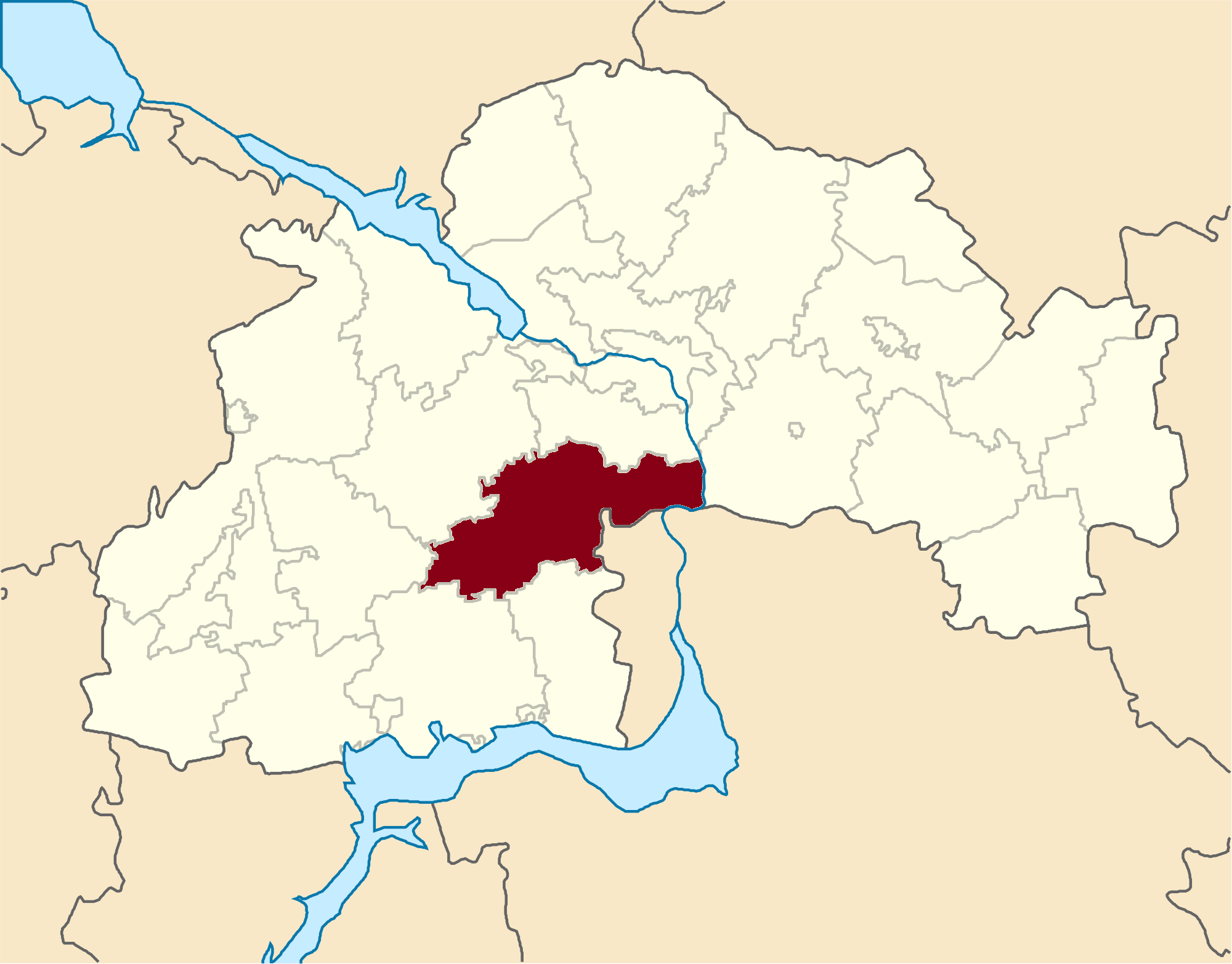
索洛内區在第聶伯羅彼得羅夫斯克州的位置

索洛内區（烏克蘭語：Солонянський район），曾是烏克蘭中部第聶伯羅彼得羅夫斯克州的一個區，行政中心設於索洛内，面積1,738平方公里，2013年人口39,315，人口密度每平方公里22.62人。
该区在2020年乌克兰行政区划改革中撤销，其范围并入第聶伯羅區。
48°12′10″N 34°52′35″E / 48.20278°N 34.87639°E